# Drosera gigantea
Drosera gigantea är en sileshårsväxtart som beskrevs av John Lindley. Drosera gigantea ingår i släktet sileshår, och familjen sileshårsväxter.
Artens utbredningsområde är:
- Ashmore-Cartieröarna.
- Western Australia.

## Underarter
Arten delas in i följande underarter:
- D. g. geniculata
- D. g. gigantea

## Bildgalleri